# Conothele hebredisiana
Conothele hebredisiana är en spindelart som beskrevs av Lucien Berland 1938. Conothele hebredisiana ingår i släktet Conothele och familjen Ctenizidae. Inga underarter finns listade i Catalogue of Life.